# 3 Hores Tot-Terreny de Premià
Les 3 Hores Tot-Terreny de Premià, abreujat 3 Hores TT de Premià, foren una cursa de Resistència Tot Terreny disputada anualment en algun circuit de motocròs dels voltants de Premià de Mar, Maresme. Organitzada per l'Escuderia Premià de Premià de Mar (entitat dirigida pel pare del Campió estatal d'enduro Francesc Rubio), la competició se celebrà entre 1974 i 1979, època en què aquesta disciplina híbrida entre el motocròs, l'enduro i la resistència experimentà un cert auge a Catalunya (entre altres curses similars, les "3 Hores" coexistien amb les 150 Milles de Mollet, les 24 Hores de Moià o les 24 Hores de Lliçà d'Amunt).
El decandiment progressiu d'aquesta modalitat i la manca d'interès d'entitats i federacions envers ella provocaren que l'esdeveniment es deixés de convocar a partir de 1980.

## Reglament
S'admetien tota mena de motocicletes de fora d'asfalt i s'establien dues categories: fins a 74 cc i superiors a 74 cc. La inscripció era oberta a pilots amb llicència de motocròs o enduro en categoria júnior de segon o tercer any, i sènior. Els equips havien d'estar compostos de dos pilots que s'havien d'alternar en la conducció amb un màxim de permanència al circuit de 45 minuts, i un mínim de 15. Els relleus s'havien d'efectuar als boxes, i la recàrrega de combustible a l'àrea delimitada per a aquesta funció.
El guanyador era l'equip que fes més voltes al final de les tres hores de duració de la cursa, considerant-se l'ordre d'arribada a la línia de meta en cas d'empat. Es consideraven com a classificats els equips que fessin com a mínim el 50% de les voltes fetes per l'equip guanyador.
La participació es limitava a 25 equips, havent de pagar cadascun 1.000 pts (6 euros actuals) com a drets d'inscripció. Els premis establerts per a cadascuna de les dues categories (74 cc i superiors) eren de 10.000 pts per al primer, 5.000 per al segon i 3.000 per al tercer.

### Horaris i curses
Un exemple típic d'un programa de curses de les 3 Hores TT de Premià podria ser aquest, extret del programa original de l'esdeveniment de 1979 (15 de juliol) editat per l'Escuderia Premià:
| Dia      | Hora inici | Hora final | Programa                              |
| -------- | ---------- | ---------- | ------------------------------------- |
| Diumenge | 8:30       | 9:00       | Verificacions federatives i tècniques |
| Diumenge | 9:00       | 10:00      | Entrenaments                          |
| Diumenge | 11:00      | 14:00      | Cursa                                 |
| Diumenge | 14:30      | 15:00      | Lliurament de premis                  |

## Palmarès
| Edició | Any  | Circuit    | Població         | Equip guanyador | Equip guanyador      | Equip guanyador | Voltes |
| Edició | Any  | Circuit    | Població         | Pilot 1         | Pilot 2              | Motocicleta     | Voltes |
| ------ | ---- | ---------- | ---------------- | --------------- | -------------------- | --------------- | ------ |
| I      | 1974 | Ca l'Arcís | Vilassar de Dalt | Esteve Soler    | Josep Figueras       | Montesa 250 cc  | 99     |
| II     | 1975 | Ca l'Arcís | Vilassar de Dalt | Narcís Roca     | Ferran Alibés        | OSSA 250 cc     | 91     |
| III    | 1976 | Tot-Cross  | Teià             | Narcís Casas    | Josep Maria Pibernat | Bultaco 370 cc  | 111    |
| IV     | 1977 | Can Nolla  | Premià de Dalt   | Narcís Casas    | Josep Maria Pibernat | Bultaco 370 cc  | 95     |
| V      | 1978 | Can Nolla  | Premià de Dalt   | Jordi Monjonell | Andreu Rabasa        | Derbi 250 cc    | 65     |
| VI     | 1979 | Can Nolla  | Premià de Dalt   | ?               | ?                    | ?               | ?      |